# Мирча II
Мирча II (рум. Mircea II; ум. 1447) — господарь Валахии (1442) из династии Басарабов, старший сын валашского господаря Влада II Дракула.

## Биография
В 1442 году после ареста турками своего отца Влада II Дракула Мирча II был объявлен новым господарем Валахии. Однако в том же 1442 году был свергнут своим родственником Басарабом II. В 1443 году Мирча помогал своему отцу в борьбе за валашский престол. В 1444 году Мирча вместе со своим отцом во главе валашского корпуса участвовал в знаменитой битве с турками-османами под Варной. В 1447 году вместе со своим отцом был убит валашскими боярами в Тырговиште.